# Конрад Вилхелм фон Тюбинген
Конрад Вилхелм фон Тюбинген-Лихтенек (на немски: Konrad Wilhelm von Tübingen-Lichteneck; * 1605; † 10 февруари 1630) е граф на Тюбинген и господар на замък Лихтенек при Кенцинген в Баден-Вюртемберг.

## Произход
Той е най-малкият син на граф Еберхард фон Тюбинген-Лихтенек (1578 – 1608) и съпругата му Елизабет фон Лимпург-Шпекфелд (1578 – 1632), дъщеря на Фридрих VI фон Лимпург-Шпекфелд-Оберзонтхайм (1536 – 1596) и Агнес фон Лимпург-Гайлдорф (1542 – 1606). Внук е на граф Георг II фон Тюбинген-Лихтенек († 1570) и Валпургис фон Ербах (1545 – 1592).
Майка му се омъжва втори път на 5 август 1623 г. за Якоб фон Хоенгеролдсек (1565 – 1634). Сестра му Агнес Мария фон Тюбинген (1599 – 1638) се омъжва през 1636 г. за граф Фридрих Лудвиг фон Льовенщайн-Вертхайм-Вирнебург (1598 – 1657). Братята му са Георг Фридрих фон Тюбинген-Лихтенек (1601 – 1622 при Вимпфен) и Георг Еберхард фон Тюбинген-Лихтенек (1604 – 1631/1634).
Конрад Вилхелм фон Тюбинген умира на 25 години на 10 февруари 1630 г.

## Фамилия
Конрад Вилхелм се жени на 28 април 1624 г. за графиня Анастасия фон Лайнинген-Вестербург (* 30 ноември 1588; † 16 ноември 1656), дъщеря на граф Лудвиг фон Лайнинген-Вестербург (1557 – 1622) и Бернхардина фон Липе (1563 – 1628). Те имат една дъщеря:
- Елизабет Бернхардина фон Тюбинген, фрайфрау фон Лихтенек (* 11 октомври 1624; † 4 ноември 1666), омъжена за граф Карл фон Залм-Нойбург (1604 – 1662/1664), син на граф Вайхард фон Залм-Нойбург (1575 – 1617). Карл наследява Лихтенек и го продава през 1664 г.

Конрад Вилхелм има извънбрачен син с домашната си помощничка:
- Йохан Георг фон Тюбинген (* 1594 (?); † 3 ноември 1667), 1624 г. Вюртембергски майор, 1630 г. легитимация за произлизащ от графовете на Тюбинген.